# كلارك بريسون
كلارك بريسون (بالإنجليزية: Clark Brisson)‏ هو لاعب كرة قدم أمريكي، ولد في 9 فبراير 1969 في رالي في الولايات المتحدة. لعب مع تشارلستون بيتري.